# Hultsjön (Döderhults socken, Småland)
Hultsjön är en sjö i Oskarshamns kommun i Småland och ingår i Virån-Emåns kustområde. Sjön är 13 meter djup, har en yta på 0,352 kvadratkilometer och är belägen 56,6 meter över havet.

## Delavrinningsområde
Hultsjön ingår i det delavrinningsområde (634964-152454) som SMHI kallar för Utloppet av Smälten. Medelhöjden är 81 meter över havet och ytan är 70,98 kvadratkilometer. Det finns inga avrinningsområden uppströms utan avrinningsområdet är högsta punkten. Avrinningsområdets utflöde Applerumeån (Smältekvarnbäcken) mynnar i havet. Avrinningsområdet består mestadels av skog (85 procent). Avrinningsområdet har 2,94 kvadratkilometer vattenytor vilket ger det en sjöprocent på 4,1 procent.